# 高山旋花豆
高山旋花豆（学名：Cochlianthus montanus）为豆科旋花豆属下的一个种。

## 扩展阅读
- 維基物種上的相關：高山旋花豆